# Ryan Dill-Russell
Ryan Dill-Russell (ur. 17 października 1983) – nowozelandzki judoka.
Uczestnik mistrzostw świata w 2005, 2007, 2011 i 2013. Startował w Pucharze Świata w latach 2004, 2005 i 2010-2016. Piąty na igrzyskach wspólnoty narodów w 2014. Trzykrotnie na podium mistrzostw Wspólnoty Narodów. Zdobył siedem medali mistrzostw Oceanii w latach 2004 - 2014. Mistrz kraju w 2004, 2009, 2011, 2012, 2013 i 2015 roku.